# Nikolaj Ninov

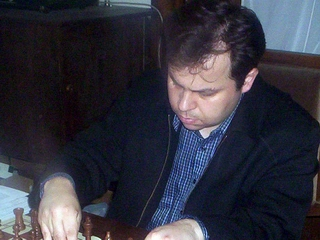
Nikolaj Ninov

Nikolaj Ivanov Ninov (Bulgaars: Николай Иванов Нинов) (Pazardzjik, 21 mei 1969) is een Bulgaarse schaker. Hij is sinds 2012 een grootmeester (GM).
Van 23 mei t/m 3 juni 2005 speelde hij mee in het toernooi om het 69e kampioenschap van Bulgarije en eindigde met 9 punten uit 13 ronden op de tweede plaats. Het kampioenschap werd met 9.5 punt gewonnen door Ivan Tsjeparinov.